# Каїнари
Каїнари (рум. Căinari, Кэинарь, Кэйнарь) — місто в Каушанському районі Молдави. Залізнична станція Залізничних доріг Молдови.